# Municipio de Chikindzonot
El Municipio de Chikindzonot es uno de los 106 municipios que integran el estado mexicano de Yucatán, se localiza en el sureste del territorio y es limítrofe con el estado de Quintana Roo. Su cabecera es Chikindzonot.

## Toponimia
En lengua maya Chikindzonot significa cenote en el poniente, por derivarse de los vocablos Chik'in, poniente y ts'ono'ot, cenote. Habría otra interpretación etimológica al hacer el análisis de sus 3 sílabas: sol en la boca u orilla del cenote, por provenir en este caso de chi', boca, orilla, borde;  k'iin, sol; ts'ono'ot, cenote. El primer significado expresado parece el más correcto.

## Geografía
Chikindzonot se localiza en la zona sureste del estado de Yucatán; limita al norte con el municipio de Chankom y con el municipio de Tekom, al este con el municipio de Tixcacalcupul, al oeste con el municipio de Peto y el municipio de Yaxkabá y al sur limita con el estado de Quintana Roo, correspondiendo al municipio de José María Morelos y al municipio de Felipe Carrillo Puerto.

### Orografía e hidrografía
El territorio del municipio de Chikindzonot es prácticamente plano en toda su extensión, como el resto de la Península de Yucatán, sin embargo, existen dos zonas ligeramente más elevadas al noroeste y al suroeste del terreno, por lo cual este tiene un declive en sentido oeste-este; como en todo el estado de Yucatán, no existen corrientes de agua superficiales, pues lo poroso del terreno de la península no permite la rentención de agua que se trasmina y forma corrientes subterráneas, estas afloran ocasionalmente al derrumbarse los techos de los ríos subterráneos y forman los cuerpos de agua característicos de la zona, los cenotes, de los cuales existe un registro de cinco en el territorio municipal: Chan Dzitnup, Chikindzonot, El Cabo, Naranja y Yaaxdzonot. Todo el territorio del municipio pertenece a la Región hidrológica Yucatán Norte, pero se encuentra dividido en dos cuencas, la zona sur, limítrofe con Quintana Roo, forma parte de la Cuenca Quintana Roo, el resto del municipio a la Cuenca Yucatán.

### Clima y ecosistemas
Todo el municipio de Chikindzonot tiene un clima Cálido subhúmedo con lluvias en verano; la temperatura media anual es inferior a los 26 °C; y la precipitación promedio anual es de 1,200 a 1,300 mm, a excepción del extremo noroeste del municipio donde es de 1,100 a 1,200.
Casi todo el territorio municipal se encuentra cubierto por la selva, a excepción de unas zonas al centro en que se realiza agricultura de temporal; en la selva se encuentra especies vegetales como bojom, caoba, cedro, ceiba, chakah y kanisté, mientras que la fauna se encuentra representada por animales como chachalaca, tzutzuy, codorniz, iguaná, lagartijas y serpientes.

## Demografía
De acuerdo a los resultados del Conteo de Población y Vivienda de 2005 realizado por el Instituto Nacional de Geografía y Estadística, la población total de Chikindzonot es de 4,045 habitantes, de los cuales 2,069 son hombres y 1,976 son mujeres; por tanto el porcentaje de población masculina es de 51.1%, la tasa de crecimiento población anual de 2000 a 2005 ha sido de 2.5%, el 38.7% de los habitantes tiene menos de 15 años de edad, mientras que entre esta y los 64 años se encuentra el 56.6% de los pobladores, el 64.4% viven en localidades de más de 2,500 habitantes y el 98.1% de los habitantes mayores de 5 años son hablantes de alguna lengua indígena.

### Grupos étnicos
En Chikindzonot el 98.1% de la población mayor de cinco años de edad es hablante de una lengua indígena, esto representa un total de 3,440 personas, de las cuales 2,779 son bilingües al español, 653 son mujeres y 8 no especifican condición de bilingüismo; del total, 3,339 personas hablan idioma maya, mientras que una declaró hablar idioma mayo.

### Localidades
En Chikindzonot se encuentran un total de siete localidades, las principales en 2005, eran:
| Localidad       | Población |
| Total Municipio | 4,045     |
| Chikindzonot    | 2,607     |
| Ichmul          | 911       |
| Chan-Chichimilá | 449       |

## Política
El Municipio de Chikindzonot fue creado por decreto del Congreso de Yucatán el 21 de febrero de 1957, siendo segregado su territorio del municipio de Tekom. El gobierno del municipio es conducido por un ayuntamiento, que en el estado de Yucatán también recibe el nombre de comuna. Está integrado por un presidente municipal o primer edil y cuatro regidores. Todos son electos mediante voto universal directo y secreto para un periodo de tres años, no reelegibles para el siguiente periodo, pero si de manera no continua. Entran a ejercer su cargo el día 1 de julio del año en que fueron elegidos.

### Representación legislativa
Para la elección de Diputados locales al Congreso de Yucatán y de Diputados federales al Congreso de la Unión, el municipio de Chikindzonot se encuentra integrado en los siguientes distritos electorales:
Local:
- XV Distrito Electoral Local de Yucatán con cabecera en Izamal.[17]

Federal:
- I Distrito Electoral Federal de Yucatán con cabecera en Valladolid.[18]